# 征海美亞
征海美亞（日语：／ Ikumi Mia，1979年3月27日—2022年3月7日），舊筆名征海未亞，為日本漫畫家。

## 經歷
- 1998年－以《兔子的星雨》獲得第24回Nakayoshi新人漫畫賞，並於《Run Run》（講談社）上刊載、出道。
- 1998年－於《Nakayoshi》中開始連載《夢幻娃娃》（漫畫化）。
- 2000年－於《Nakayoshi》中開始連載《東京喵喵》。
- 2002年－《東京喵喵》動畫化，並且在第一話中為一位女性學生配音。
- 2004年－於《月刊Asuka》（角川書店）中開始連載《再生天使～Repure～》。
- 2004年－於《Nakayoshi Lovely》（講談社）中開始連載《Wish ～唯一的心願～》。
- 2005年－於《Comi Digi》中開始連載《愛神Q比特》。
- 2006年－於《Comi Digi》新裝版《Comi Digi +》中接續連載《愛神Q比特》。
- 2019年－將筆名從「征海未亞」改為「征海美亞」。
- 2022年3月7日－因蛛網膜下腔出血而逝世。享年42歲。

## 作品
- 《夢幻娃娃》
- 《東京喵喵》
  - 《東京喵喵PartⅡ》
- 《再生天使～Repure～》
- 《Wish ～唯一的心願～》
- 《愛神Q比特》

## 外部連結
- （日語）Ikumimi's Room （页面存档备份，存于） - 作者個人網站。